# لاکهید ایکس‌وی-۴ هومینگبرد
لاکهید ایکس‌وی-۴ هومینگبرد (به انگلیسی: Lockheed XV-4 Hummingbird) یک هواگرد ساختِ کارخانهٔ لاکهید کورپوریشن در کشور ایالات متحده آمریکا است . نخستین استفاده‌کنندهٔ این هواگرد نیروی زمینی ایالات متحده آمریکا بوده‌است. این هواگرد برای نخستین بار در ۷ ژوئیه ۱۹۶۲ میلادی مورد استفاده قرار گرفت.